# Cerkiew Dwunastu Apostołów w Moskwie
Cerkiew Dwunastu Apostołów (ros. Церковь Двенадцати апостолов) – prawosławna cerkiew w kompleksie zabudowań Kremla moskiewskiego. Stanowi część dawnego pałacu patriarchy Moskwy i całej Rusi.
Pałac patriarchy w obrębie Kremla został wzniesiony w latach 1653–1655 dla patriarchy Nikona. Częścią budynku była domowa cerkiew Dwunastu Apostołów, pełniąca funkcje prywatnej świątyni zwierzchnika Rosyjskiego Kościoła Prawosławnego.
W XIX w. cerkiew Dwunastu Apostołów pełniła już tylko funkcje zwykłej świątyni parafialnej. W 1893 obowiązki jej proboszcza przejął późniejszy święty nowomęczennik, ks. Leonid Cziczagow (po złożeniu ślubów zakonnych Serafin). Duchowny ten własnym sumptem wyremontował podupadły budynek świątyni, przeznaczając na ten cel 15 tys. rubli.
Obecnie (2010) cerkiew nie pełni funkcji sakralnych, lecz mieści wystawę poświęconą historii ikon rosyjskich, w szczególności wizerunków znajdujących się w świątyniach kremlowskich. Znajduje się w niej również ikonostas przeniesiony z soboru Wniebowstąpienia Pańskiego na Kremlu, wykonany na przełomie XVII i XVIII w.